# Copa da Guiana de Futebol de 2019
A GFF Super 16 Cup 2019 (ex-GFF Stag Beer Super 16 Championship, por razões de patrocínio) foi a 3ª edição oficial da Copa da Guiana, torneio eliminatório organizado pela Federação de Futebol da Guiana (GFF na sigla em inglês).
A equipe do Den Amstel Football Club era a defensora do título, conquistado no torneio anterior.
A edição deste ano foi marcada por um significativo aumento no número de patrocinadores, confirmando o torneio como o segundo principal do país. O troféu foi apresentado em 13 de dezembro de 2019 na sede da federação guianense.
O campeão do torneio foi a equipe da Defence Force, que conquistou seu segundo título.

## Formato
O torneio utiliza o sistema de eliminatórias a uma mão, similar à Copa do Brasil e à Taça de Portugal. Participam 16 times, que são divididos em oito chaves com dois times cada, na primeira fase (oitavas de final). Os times vencedores da partida única de cada chave classificam-se para as quartas de final, e depois às semifinais e final. Havendo igualdade no placar, as partidas são decididas por pênaltis.

### Participantes
Disputaram a competição os 8 times melhores colocados no Campeonato Guianense de Futebol de 2019, além de 8 times do topo das ligas regionais do país.
| GFF Elite League os 8 melhores times da temporada 2019                                                                                    | Ligas Regionais 8 dos melhores times das ligas regionais |
| - Fruta Conquerors - Western Tigers FC - Den Amstel FC - Guyana Defence Force FC - Santos FC - Buxton United FC - Milerock FC - Police FC | - Buxton Stars FC (East Coast Demerara) - Eagles United FC (West Demerara) - Mainstay Gold Stars (Essequibo/Pomeroon) - New Amsterdam United (Berbice) - Pele FC - Riddim Squad FC (Georgetown) - Rivers View FC (Bartica) - Timehri Panthers FC (East Bank Demerara) |

## Premiação
O campeão da GFF Super 16 Cup recebe dois milhões de dólares guianenses, e o vice-campeão um milhão de dólares. Os semifinalistas receberão 500 mil dólares (terceiro colocado) e 250 mil dólares (quarto colocado).

### Patrocinadores
- Le Meridien Pegasus Hotel[1]
- BACIF (Brass Aluminum and Cast Iron Foundry)[2]
- Bakewell Guyana[4]
- MVP Sports[5]
- NAMILCO (National Milling Company of Guyana Inc.)[6]
- SleepIn Hotel[7]

Outros patrocinadores: BK International; Radar Security Service and Supplies; MACORP; Tourism & Hospitality Association of Guyana; Marics Honda; EC Vieira Investments; Impressions; China Harbour, 94.1 Boom FM e Xtra Beer.

## Tabela

### Oitavas de Final
Os jogos da primeira fase foram realizados entre os dias 15 e 22 de dezembro. Em negrito estão os times classificados para as quartas de final.
| Equipe 1          | Resultado     | Equipe 2             |
| ----------------- | ------------- | -------------------- |
| Milerock FC       | 2:0 Relatório | Pele FC              |
| Police FC         | 6:2 Relatório | Timehri Panthers FC  |
| Fruta Conquerors  | 4:0 Relatório | Buxton Stars FC      |
| Buxton United     | 6:1 Relatório | New Amsterdam United |
| Western Tigers FC | 4:2 Relatório | Rivers View          |
| Defence Force FC  | 5:0 Relatório | Mainstay Gold Stars  |
| Santos FC         | 4:0 Relatório | Eagles United FC     |
| Den Amstel FC     | 4:1 Relatório | Riddim Squad FC      |

## Fase Final
A segunda fase da competição iniciou-se em 25 de dezembro, com duas partidas.
|  | Quartas de final            | Quartas de final            |                             |   | Semifinais | Semifinais |  |  | Final | Final |
|  |                             |                             |                             |   |            |            |  |  |       |       |
|  | 25 de dezembro – Georgetown |                             |                             |   |            |            |  |  |       |       |
|  |                             |                             |                             |   |            |            |  |  |       |       |
|  | Fruta Conquerors            | 4                           |                             |   |            |            |  |  |       |       |
|  | Fruta Conquerors            | 4                           | 29 de dezembro – Georgetown |   |            |            |  |  |       |       |
|  | Milerock FC                 | 0                           |                             |   |            |            |  |  |       |       |
|  | Milerock FC                 | 0                           | Fruta Conquerors            | 2 |            |            |  |  |       |       |
|  | 26 de dezembro – Georgetown |                             | Fruta Conquerors            | 2 |            |            |  |  |       |       |
|  |                             | Santos FC                   | 1                           |   |            |            |  |  |       |       |
|  | Santos FC                   | Santos FC                   | 1                           | 3 |            |            |  |  |       |       |
|  | Santos FC                   |                             | 1 de janeiro – Georgetown   | 3 |            |            |  |  |       |       |
|  | Den Amstel FC               | 0                           |                             |   |            |            |  |  |       |       |
|  | Den Amstel FC               | 0                           | Fruta Conquerors            | 0 |            |            |  |  |       |       |
|  | 25 de dezembro – Georgetown |                             | Fruta Conquerors            | 0 |            |            |  |  |       |       |
|  |                             | Defence Force FC            | 1                           |   |            |            |  |  |       |       |
|  | Police FC                   | Defence Force FC            | 1                           | 2 |            |            |  |  |       |       |
|  | Police FC                   | 29 de dezembro – Georgetown |                             | 2 |            |            |  |  |       |       |
|  | Western Tigers FC           | 1                           |                             |   |            |            |  |  |       |       |
|  | Western Tigers FC           | 1                           | Police FC                   | 2 |            |            |  |  |       |       |
|  | 26 de dezembro – Georgetown |                             | Police FC                   | 2 |            |            |  |  |       |       |
|  |                             | Defence Force FC            | 4                           |   |            |            |  |  |       |       |
|  | Defence Force FC            | Defence Force FC            | 4                           | 2 |            |            |  |  |       |       |
|  | Defence Force FC            |                             |                             | 2 |            |            |  |  |       |       |
|  | Buxton United               | 1                           |                             |   |            |            |  |  |       |       |
|  | Buxton United               | 1                           |                             |   |            |            |  |  |       |       |

### Terceiro Lugar
| 1 de janeiro de 2020 | Santos FC | 3 – 2 | Police FC | Georgetown Football Stadium |
| 19:00 UTC−04:00      |           |       |           |                             |

### Partida Final
| 1 de janeiro de 2020 | Fruta Conquerors | 0 – 1     | Defence Force FC   | Georgetown Football Stadium |
| 22:00 UTC−04:00      |                  | Relatório | Benjamin Opara 57' |                             |

## Premiação
| Copa da Guiana de 2019                      |
| Guiana                                      |
| ------------------------------------------- |
| Guyana Defence Force FC Campeão (2º título) |

## Ligações Externas
- GFF - página no facebook